# Tadaaki Kuwayama

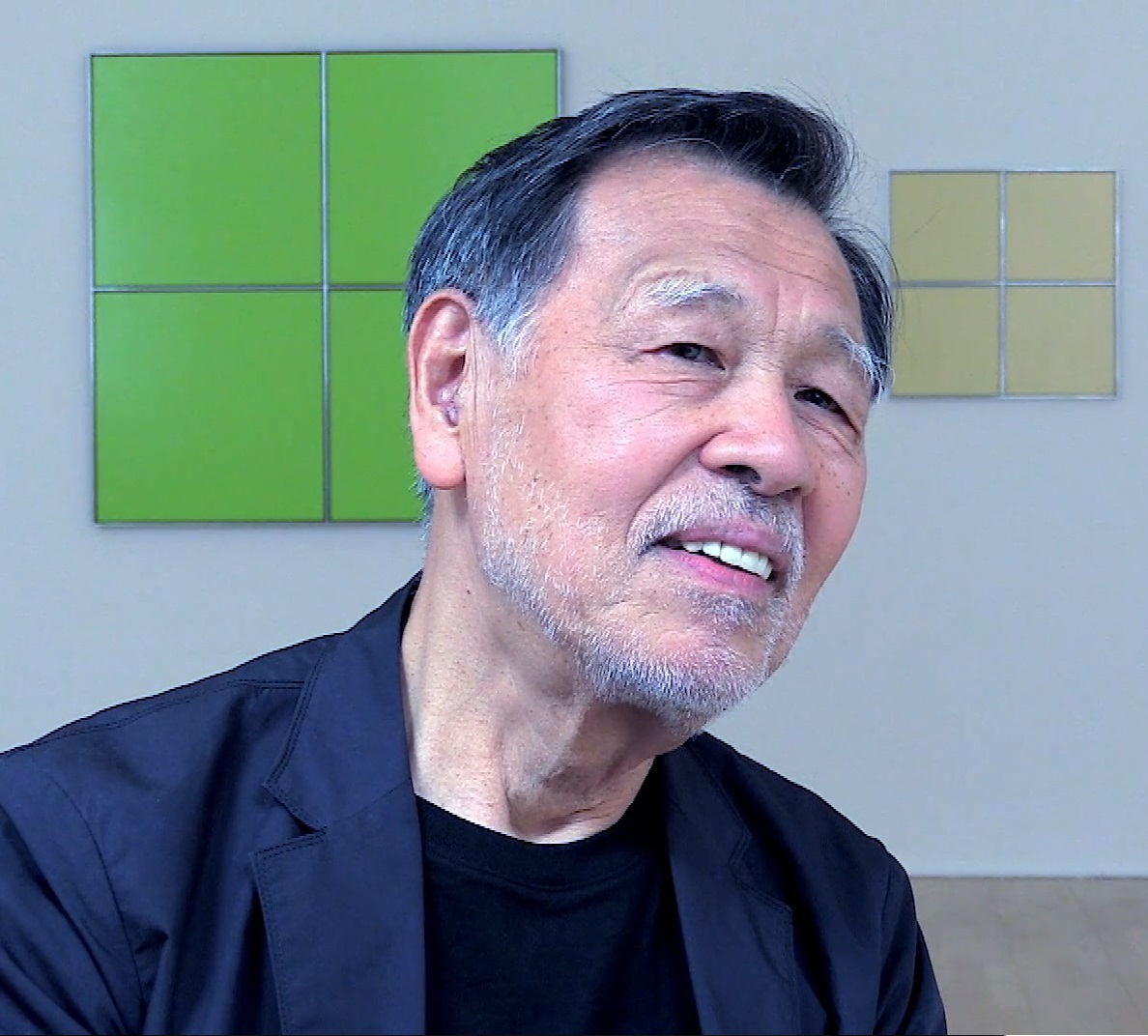
Tadaaki Kuwayama, 2017

Tadaaki Kuwayama (japanisch 桑山 忠明, Kuwayama Tadaaki; * 4. März 1932 in Nagoya, Japan; † 18. August 2023 in New York City, New York, Vereinigte Staaten) war ein japanischer Maler der abstrakten Richtung, der in den Vereinigten Staaten lebte und wirkte.

## Leben und Wirken
Tadaaki Kuwayama erhielt 1956 seinen Studienabschluss in Malerei an der Universität der Künste Tokio. Zwei Jahre später ging er in die USA und lebte seitdem dort. Dort begann er, seine erlernten Konzepte mit den avantgardistischen Einflüssen der amerikanischen Kunst zu kombinieren. Bereits 1961 hatte er seine erste Einzelausstellung in New York.
Kuwayama schuf monochrome Gemälde mit einem Spannungsgefühl, das an „Minimal Art“ bzw. „Op-Art“ erinnert. Er verwendete dabei auch verformte Leinwände. In seinen letzten Jahren strebte er mit chemischen Farben nach erweiterter künstlicher Farbigkeit.
Kuwayama starb im August 2023 im New Yorker Stadtteil Manhattan im Alter von 91 Jahren an den Folgen einer Hirnblutung.

## Einzelausstellungen (Beispiele)
- 1982 Galerie Reckermann, Köln
- 1996 Einzelausstellungen im „Chiba City Museum of Art“ (千葉市美術館, Chiba-shi bijutsukan)
- 1996 „Kawamura Memorial Museum of Art“ (川村記念美術館, Kawamura kinen bijutsukan).
- 2021 „Mies van der Rohe Haus“, Berlin

## Ausstellungen (Beispiele)
- „Systemic Painting“ im Solomon R. Guggenheim Museum, 1966
- „Japan – Tradition und Gegenwart“ Düsseldorf 1974
- „Kunst wird Material“, Neue Nationalgalerie Berlin 1982